# 冷山—工廠線
冷山－工廠線（烏克蘭語：Холодногірсько-Заводська лінія，羅馬化：Kholodnogirsko-Zavodska linia，羅馬化：Kholodnogorsko-Zavodskaya liniya）是哈爾科夫地鐵的第一條路線，自1975年起開始營運。全長17.3公里，設有13個車站，比其餘兩線都要距離長和車站多。
此線也是3條路線當中人流最多的，每日人流達到54.5萬人次。

## 外部連結
- （乌克兰語） 官方网站